# Djoga
Djoga (auch: Dioga, Dyoga) ist ein Dorf in der Landgemeinde Torodi in Niger.

## Geographie

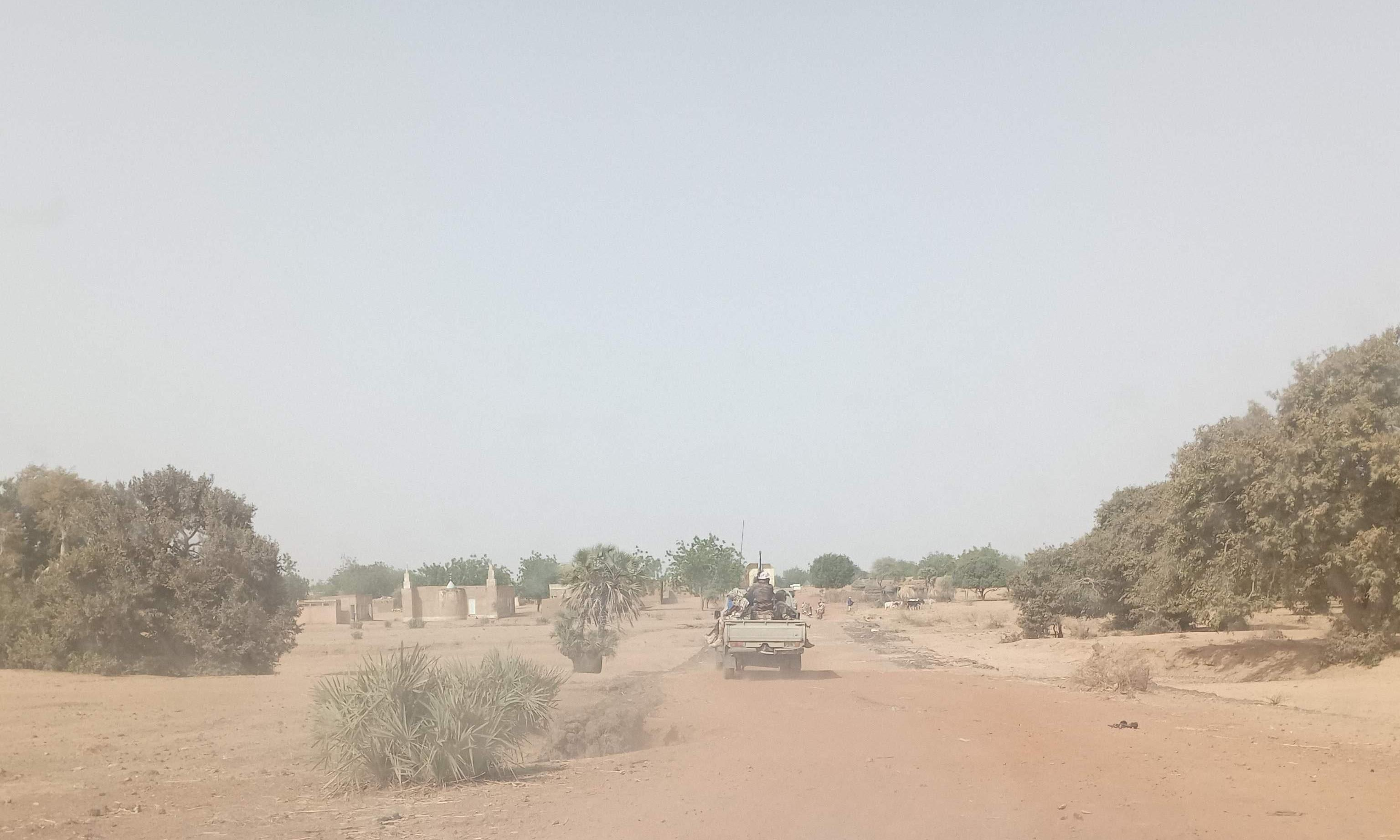
Ortsansicht von Djoga (2024)

Das Dorf liegt am linken Ufer des Flusses Goroubi. Es befindet sich rund drei Kilometer westlich des urbanen Zentrums von Torodi, des Hauptorts der gleichnamigen Landgemeinde und des gleichnamigen Departements Torodi, das zur Region Tillabéri gehört. Zu weiteren Siedlungen in der Umgebung von Djoga zählen Djayel im Nordwesten und Magou im Südwesten.
Djoga ist Teil der Übergangszone zwischen Sahel und Sudan. Die durchschnittliche jährliche Niederschlagsmenge beträgt hier zwischen 500 und 600 mm. Das Waldgebiet von Dogona, Kodjaga und Djoga erstreckt sich über eine Fläche von 50.000 Hektar.

## Geschichte

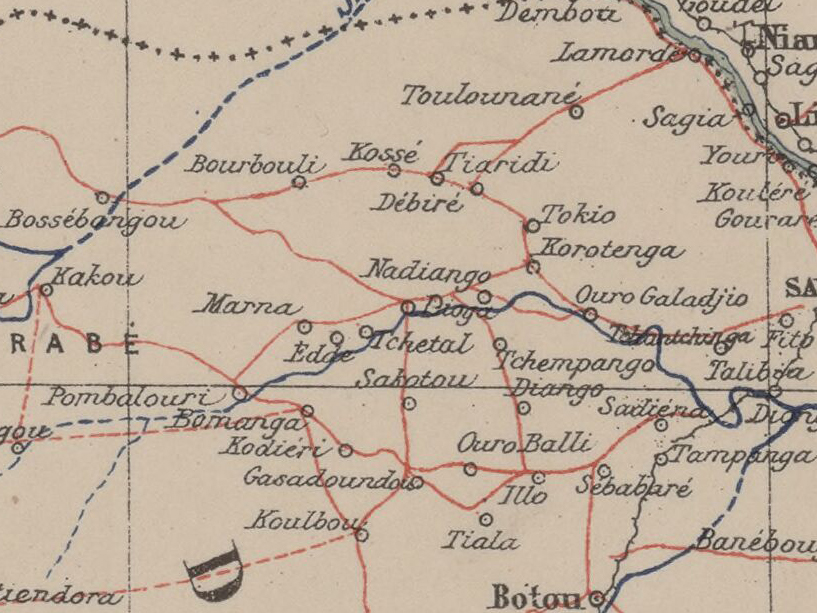
Ausschnitt einer Karte von 1903 mit Djoga (Dioga) im Zentrum

Djoga wurde Mitte des 18. Jahrhunderts von Gourmantché aus Bilanga besiedelt.

## Bevölkerung
Bei der Volkszählung 2012 hatte Djoga 2442 Einwohner, die in 312 Haushalten lebten. Bei der Volkszählung 2001 betrug die Einwohnerzahl 2054 in 218 Haushalten und bei der Volkszählung 1988 belief sich die Einwohnerzahl auf 1627 in 119 Haushalten.

## Wirtschaft und Infrastruktur

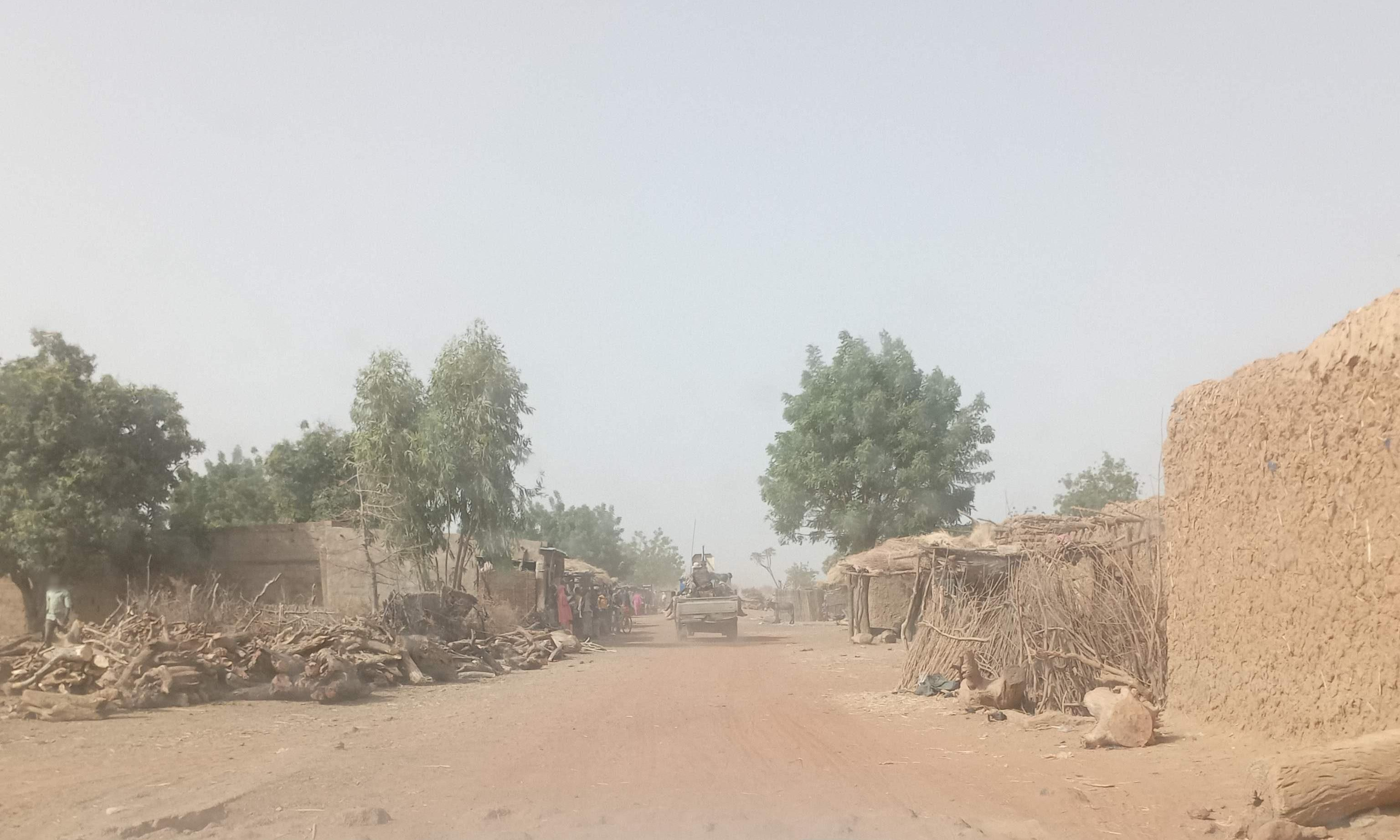
Route 665 im Ortszentrum von Djoga (2024)

Im Dorf wird ein Wochenmarkt abgehalten. Hier werden Holz und Kleidung gehandelt. Der Markttag ist Montag. In Djoga wird Bewässerungsfeldwirtschaft betrieben. Im Jahr 2020 belief sich die dafür genutzte Fläche auf zwölf Hektar. Außerdem werden Rinder für die Milchproduktion gezüchtet.
Es gibt eine Schule im Ort. Durch Djoga verläuft die Route 665, eine 8,2 Kilometer lange Landstraße zwischen der Nationalstraße 6 im urbanen Zentrum von Torodi und dem Dorf Magou.